# Stagonopleura bella
El diamante hermoso o pinzón cola de fuego precioso (Stagonopleura bella) es una especie de ave paseriforme de la familia Estrildidae nativa de Australia.

## Descripción
Mide entre 10 y 13 cm de largo y pesa unos 14 g. Su plumaje es principalmente marrón oliva. Tiene el pecho blanco con un fino patrón de líneas oscuras. La cabeza tiene un antifaz negro con anillos de color azul pálido alrededor de los ojos y un grueso pico rojo. El obispillo es de un rojo intenso y las patas de color rosa cremoso. Las alas y la cola son cortas y redondeadas. Los pájaros juveniles son menos coloridos con una máscara facial más pequeña y el pico negruzco. Los machos tienen el abdomen negro.

## Distribución y hábitat
Es endémico del sudeste de Australia. Su área de distribución se extiende desde Newcastle a la isla Canguro, sin embargo, es más prolífico en Tasmania y en las islas costeras. Vive en páramos, bosques y arbustos costeros, nunca lejos del agua. Su preferencia por los hábitat cercanos del agua lo demuestra un estudio de su incidencia en las zonas forestales intactas del Victorian Highlands Central, donde se encuentra casi exclusivamente en la zona riparia.

## Comportamiento
Se alimenta principalmente de semillas de césped y de Casuarina y Melaleuca. También se puede encontrar en asociación con páramos de Banksia ericifolia de la costa de Nueva Gales del Sur. Ocasionalmente complementan esta dieta herbívora con pequeños insectos y caracoles. Son encontrados generalmente en parejas o formando pequeños grupos de hasta 20 individuos.

## Reproducción
La temporada de cría dura de octubre a enero, los nidos son construidos en el follaje denso cerca del suelo. El nido está hecho de hierba y ramitas finas con el interior cubierto de plumas. Ambos padres construyen el nido juntos, la hembra pone de entre siete y huevos que son incubados durante unos 20 días, y los polluelos dejan el nido después de otros 20 días. A las cuatro semanas son dejados a su suerte y alcanzan la madurez sexual entre los nueve y los doce meses de edad.

## Subespecies
Se reconocen tres subespecies:
- S. b. bella (Latham, 1802)– sureste de Australia y Tasmania;
- S. b. interposita Schodde & I. J. Mason, 1999– sur y sureste de Australia;
- S. b. samueli (Mathews, 1912)– sur de Australia (isla Canguro y montes Lofty).